# Ильяной, Роберт Анатольевич
Роберт Анатольевич Ильяной (4 ноября 1930 — 26 сентября 2021) — советский государственный деятель, градоначальник Чебоксар (1975—1982).

## Биография
Роберт Ильяной родился 4 ноября 1930 года в городе Минеральные Воды, Ставропольский край. Окончил ремесленное училище, после чего в 1946—1950 годах проходил срочную службу на Северном флоте в Балтийске.
В 1955 году окончил Московский инженерно-строительный институт. После получения диплома был направлен на Донбасс на строительство Старобишевской ГРЭС. В 1958 году Ильяной получил приглашение в Чувашию. В 1960—1963 годах он был заместителем начальника отдела капитального строительства в Чувашском совнархозе. Следующие три года работал в Волго-Вятском совнархозе. С 1966 по 1975 год руководил отделом строительства Чувашского обкома партии. В 1971 году окончил заочное отделение Высшей партийной школы.
19 мая 1975 года на сессии городского совета Чебоксар обсуждался вопрос об утверждении исполняющим обязанности председателя Роберта Ильяного. Многие скептически восприняли его кандидатуру, так как в тот созыв он не был депутатом. Тем не менее 30 июня 1975 года он вступил в должность председателя. Занимал должность до 10 марта 1982 года.
За время работы Ильяного градоначальником в Чебоксарах построили много важных объектов. По его проекту в центре города обустроили сквер с фонтаном «Одуванчик», который стал популярным среди местных студентов. Он был инициатором постройки «Въезда в город» со стороны Московского направления. Он активно участвовал в разрешении вопроса городского водоснабжения.
Ильяной начал создание резервного фонда жилья для растущего города. Благодаря работе городских и районных служб вышло вовремя переселить жителей санитарной зоны залива Чебоксарской ГЭС. В 1976 году была осуществлена идея открытия Чебоксарского ботанического сада.
С марта 1982 по октябрь 1988 года Ильяной работал министром жилищно-коммунального хозяйства Чувашской АССР. В 1988—1992 годах — генеральный директор Чувашского территориального производственного объединения ЖКХ. Он провёл работу по реорганизации структуры жилищно-коммунальных предприятий. После выхода на пенсию Ильяной ещё два года работал консультантом высшего законодательного органа Чувашии. Его рекомендации по реформе ЖКХ в республике были приняты во внимание.

## Награды
- Заслуженный работник жилищно-коммунального хозяйства Чувашской АССР (1990).
- орден Трудового Красного Знамени,
- «Знак Почёта»
- орден «За заслуги перед Чувашской Республикой» (2020)[2],
- «За отвагу на пожаре» (март 1982).
- Почётный гражданин Чебоксар (2015)[3].